# Етелстан
Етелстан (на английски: Æthelstan) е крал на Уесекс (924 – 927) и първи крал на Англия (927 – 939).

## Биография
Той е роден около 895 година и е син на краля на Уесекс Едуард Стари и първата му съпруга Екгуин. След смъртта на баща му през 924 година Етелстан става крал на Мърсия, а по-малкият му брат Елфуирд наследява Уесекс, но няколко седмици по-късно умира и Етелстан става крал и на Уесекс. През 927 г. Етелстан завладява последните викингски владения в Англия, поради което често е определян като първия англосаксонски крал на Англия.
Етелстан умира на 27 октомври 939 година в Глостър.